# Dragon Slayer (serie)
Dragon Slayer (ドラゴンスレイヤー?, Doragon Sureiyā) è una serie di videogiochi di ruolo creata da Nihon Falcom. Il primo titolo della serie, Dragon Slayer fu pubblicato nel 1984 per NEC PC-8801 e convertito da Square per MSX. Il videogioco ha ricevuto numerosi sequel, principalmente sviluppati dalla stessa Nihon Falcom, ad eccezione di Faxanadu, prodotto da Hudson Soft.

## Xanadu
Il primo seguito di Dragon Slayer, Xanadu (1985), ha prodotto una sua serie di videogiochi omonima che include Faxanadu (1987 per Famicom) e Tokyo Xanadu (2015, PlayStation Vita)

## The Legend of Heroes
Il sesto titolo di Dragon Slayer, Dragon Slayer: The Legend of Heroes (1989), ha dato vita alla serie The Legend of Heroes. Tre videogiochi di questa serie, pubblicati da Bandai Namco, sono ambientati nel mondo immaginario di Gagharv.